# Roddy Piper
Roderick George "Roddy" Toombs (n. 17 aprilie 1954 – d. 31 iulie 2015) a fost un actor canadian și luptător profesionist de wrestling.

## Filmografie
- Breaking In (televiziune) (2012)
- Clear Lake (2010)
- Billy Owens and the Secret of the Runes (2010)
- Cold Case (2010)
- Opponent (2010)
- Fancypants (2010)
- It's Always Sunny in Philadelphia: "The Gang Wrestles For The Troops" (2009) Sezonul 5, Episodul 7
- Gothic Tale (2009)
- The Mystical Adventures of Billy Owens (2008)
- Bloodstained Memoirs (2008)
- Super Sweet 16: The Movie (2007)
- Ghosts of Goldfield (2007)
- Honor (2006)
- Blind Eye (2006)
- Night Traveler (voce) (2006)
- Three Wise Guys (2005)
- Cyber Meltdown (2005)
- Code Black (2005)
- Shut Up and Shoot! (2005)
- Jack of Hearts (2000)
- Outer Limits: One Episode-Small Friends (1999)
- Legless Larry and the Lipstick Lady (1999)
- Păstorul (1998) – Miles
- Walker, Texas Ranger (1998)
- Hard Time (1998)
- The Bad Pack (1998)
- Last to Surrender (1998)
- Dead Tides (1997)
- First Encounter (1997)
- Sci-Fighters (1996)
- Jungleground (1995)
- Marked Man (1995)
- Terminal Rush (1995)
- Tough and Deadly (1995)
- Back in Action (1994)
- Immortal Combat (1994)
- No Contest (1994)
- Highlander: The Series: "Epitaph for Tommy" (1993)
- Tag Team (1991)
- Zorro (New World Zorro): "The Man Who Cried Wolf" (1991) Sezonul 3, Episodul 4
- The Love Boat: A Valentine Voyage (1990)
- Zorro (New World Zorro): "Broken Heart, Broken Mask" (1990) Sezonul 2, Episodul 9
- Buy & Cell (1989)
- They Live (1988)
- The Highwayman (1987)
- Hell Comes to Frogtown (1987)
- Body Slam (1987)
- The One and Only (1978)